# Galería de los Antiguos

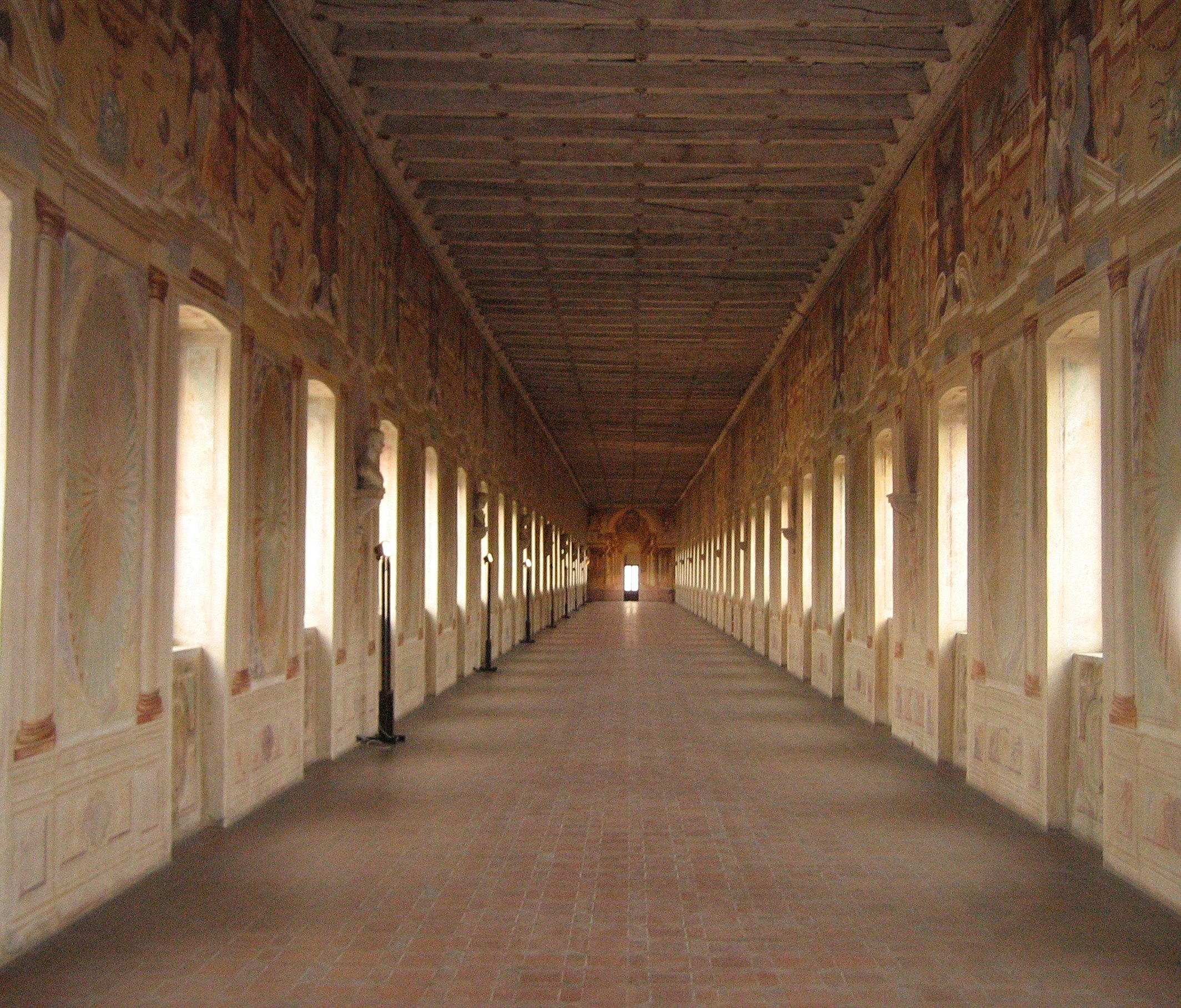
Sabbioneta, Galería de los Antiguos, interior

La Galería de los Antiguos o Gran Corredor (Galleria degli Antichi o Corridor Grande, en italiano) es un edificio histórico en Sabbioneta, en la provincia de Mantua .

## Historia y descripción
Con 97 metros de largo, ocupa el tercer lugar por longitud en edificios de esta tipología, tras la Galería de mapas geográficos en los Palacios del Vaticano y la Galería Uffizi en Florencia . Fue construido en terracota en forma de pórtico, rematado por ventanas, entre 1584 y 1586. Está conectado al Palacio del Giardino mediante el Pequeño Corredor (Corredor Piccolo), y estaba destinado a contener las colecciones de mármoles antiguos del Duque de Sabbioneta Vespasiano Gonzaga .
La decoración de los muros fue realizada en 1587 por Giovanni y Alessandro Alberti de Sansepolcro, quienes pintaron las perspectivas de los lados cortos y las figuras alegóricas de los muros largos. Sin embargo, las panoplias, festones, jarrones y escudos de armas son obra de sus colaboradores. El artesonado de madera alberga pequeños rosetones dorados.
La colección de mármoles permaneció dentro de la Galería hasta 1773, cuando fue trasladada a Mantua al Palazzo dell'Accademia por los austriacos. Hoy se encuentra en el Palacio Ducal y en el Palacio de San Sebastián.

## Cine
En el interior de la galería se han filmado numerosas películas y series de televisión, entre las que se encuentran I Medici de 2017 y Adiós, hermano cruel, una película de 1971. 
En el exterior, entre las columnas de la galería, también se llevó a cabo el rodaje de la película de 1970 Strategia del ragno, dirigida por Bernardo Bertolucci (rodada en su mayoría en la propia Sabbioneta) y I Promessi Sposi en la que se desarrolla la escena de la Peste .